# Лялин, Валерий Иванович
Валерий Иванович Лялин (род. 1929 году) — юный герой Великой Отечественной войны, юнга торпедного катера Черноморского флота.

## Биография
Родился в 1929 году. К середине войны остался полным сиротой. Мать погибла во время бомбардировки завода, на котором работала. Отца, командира, убили на фронте. Весной 1943 года паренек скитался в порту города Батуми, здесь его встретил лейтенант Андрей Черцов.
Четырнадцатилетний паренёк стал воевать на торпедном катере Черноморского флота. Свой подвиг он совершил в сентябре 1943 года, при освобождении города-порта Новороссийска. Катер под командованием старшего лейтенанта А. Е. Черцова вышел в море, чтобы доставить в Новороссийск отряд морских пехотинцев и боеприпасы. Во время пути морское судно постоянно находилось под шквалом беспрерывного огня противника. На подходе к причалам осколком был перебит маслопровод одного из моторов. Юнга Лялин проявив мастерство и способности быстро починил его и запустил мотор. Катер высадил десантников, выгрузил боеприпасы и пошел в обратный путь. Черцов был серьёзно ранен в живот, на подходе к бухте потерял сознание и выпустил штурвал. Управлять катером встал 13-летний Лялин. Ему пришлось встать на ящик, чтобы увидеть ветровое стекло, а штурвал приходилось вращать, налегая на него всем телом. Юнга довел судно до мыса, за которым был вход в Геленджикскую бухту.
После героического похода все выжившие члены экипажа, и Валерий Лялин, были направлены на излечение в госпиталь. Позже Герой Советского Союза Андрей Черцов усыновил Лялина и устроил его в Тбилисское Нахимовское училище. Валерий был единственным воспитанником, кто был награждён высокими боевыми государственными наградами.  
Мальчик был представлен к награде орденом Красной Звезды. Получить звание Героя Советского Союза помешал слишком юный возраст, согласно приказу Лялин не должен был участвовать в том боевом походе.
В 1960-х годах работал в Ленинградском торговом порту, бригадиром коммунистической бригады. 

## Награды
- Орден Красной Звезды (6 мая 1945)
- Медаль «За боевые заслуги» (23 сентября 1943)
- Медаль «За оборону Кавказа» (4 июля 1945)
- Медаль «За победу над Германией в Великой Отечественной войне 1941—1945 гг.» (9 мая 1945)